# Frederik II van Oostenrijk
Frederik II de Strijdbare (Wiener Neustadt, 25 april 1211 - gesneuveld aan de rivier de Leitha, 15 juni 1246) was hertog van Oostenrijk en van Stiermarken. Hij was de laatste vorst van het Huis Babenberg en regeerde van 1230 tot 1246. Hij stierf kinderloos.

## Levensloop
Hij was de derde zoon van hertog Leopold VI en hertogin Theodora Angelina, van Byzantijnse afkomst. Hij was driemaal gehuwd:
- De eerste maal huwde hij met Gertrude van Braunschweig, die van hem scheidde.

- Van 1226-1229 was de Byzantijnse prinses Sofia Eudokia Laskarina in Wenen; mogelijks was hij niet met haar getrouwd en enkel verloofd. Hij stuurde haar terug naar Byzantium, met instemming van zijn vader Leopold VI.

- Van 1229-1243 was hij een derde maal gehuwd met Agnes van Andechs uit Meranië, dochter van hertog Otto I van Meranië. Als bruidsschat bezorgde zij hem het bestuur over het hertogdom Krain, het Windische markgraafschap en over de heerlijkheid Neuburg bij Passau. Frederik was de enige Babenberger die over een gebied regeerde dat zich uitstrekte tot in het huidige Slovenië. Omwille van het kinderloze huwelijk scheidde hij van Agnes in 1243 en hield de heerlijkheid Neuburg voortaan voor zichzelf.

Zijn bijnaam de Strijdbare blijkt uit zijn oorlogszucht. Frederik had met alle buren oorlog: het hertogdom Beieren, het koninkrijk Bohemen en het koninkrijk Hongarije. Ook de prinsbisschoppen van Bamberg, Freising, Passau, Regensburg en Aquilea waren tegen hem. In 1236 sloeg de Rooms-Duitse keizer Frederik II hem in de rijksban. Pas in 1239 kwam het tot een verzoening met de keizer. Ook ten opzichte van zijn moeder stond hij vijandig.
In 1241 stormde een (deel van de) Mongoolse Gouden Horde Hongarije binnen. Na zijn verlies bij Mohi (1241) vluchtte de Hongaarse koning Béla IV naar Wenen, aangetrokken door Frederiks beloftes van hulp. Frederik wou niets liever dan Béla gevangen nemen. Béla ontvluchtte Wenen en begon moeizaam zijn koninkrijk te heroveren, zonder Oostenrijkse hulp. In 1246 kwam het tot een veldslag tussen Béla IV en Frederik aan de rivier de Leitha, de toenmalige grens tussen Oostenrijk en Hongarije. Frederik sneuvelde er, ondanks de overwinning van de Oostenrijkers. 
Hertog Frederik kreeg een praalgraf in de abdij van Heiligenkreuz. 
Zijn erfopvolging leidde naar chaos in Oostenrijk. Zowel zijn zus Margaretha van Babenberg als zijn nicht Gertrude van Babenberg huwden verschillende malen met telkens een andere troonpretendent voor Oostenrijk.
Vajda S. Felix Austria: eine Geschichte Oesterreichs. Verlag Carl Uebereuter Wien-Heidelberg 1980. ISBN 3-8000-3168-X